# Gahnia setifolia
Gahnia setifolia (Maori): Māpere, Engels: Giant gahnia of Razor sedge) is een soort uit de cypergrassenfamilie (Cyperaceae). De soort is inheems in Nieuw-Zeeland, waar hij voorkomt op het Noordereiland en in het meest noordelijke deel van het Zuidereiland.